# Bezzia naseri
Bezzia naseri är en tvåvingeart som beskrevs av Boorman och Harten 2002. Bezzia naseri ingår i släktet Bezzia och familjen svidknott. Inga underarter finns listade i Catalogue of Life.